# Ayuka Suzuki
Pour les articles homonymes, voir Suzuki (homonymie).
Ayuka Suzuki (鈴木 歩佳, Suzuki Ayuka) est une gymnaste rythmique japonaise, née le 27 septembre 1999 au Japon.

## Palmarès

### Championnats du monde
- Pesaro 2017
  -  médaille d'argent en groupe 3 cordes + 2 ballons
  -  médaille de bronze au concours général en groupe
  -  médaille de bronze en groupe 5 cerceaux

- Sofia 2018
  -  médaille d'argent en groupe 5 cerceaux

- Bakou 2019
  -  médaille d'or en groupe 5 ballons
  -  médaille d'argent au concours général en groupe
  -  médaille d'argent en groupe 3 cerceaux + 4 massues

- Kitakyushu 2021
  -  Médaille de bronze en groupe 5 ballons.
  -  Médaille de bronze en groupe 3 cerceaux + 4 massues.

### Championnats d'Asie
- Astana 2017
  -  médaille d'or au concours général en groupe
  -  médaille d'or en groupe 5 cerceaux